# 29687 Mohdreza
29687 Mohdreza este un asteroid din centura principală de asteroizi.

## Descriere
29687 Mohdreza este un asteroid din centura principală de asteroizi. A fost descoperit pe 15 decembrie 1998 la Socorro, New Mexico, în cadrul proiectului LINEAR. Asteroidul prezintă o orbită caracterizată de o semiaxă mare de 2,34 ua, o excentricitate de 0,16 și o înclinație de 6,1° în raport cu ecliptica.